# Reinhard Streit
Reinhard Streit (* 13. August 1935 in Röwersdorf; † 30. September 2005 in München) war ein deutscher Geologe und Wissenschaftshistoriker.
Die Familie wurde 1946 aus dem Sudetenland vertrieben und Streit wuchs in Fürth auf. Nach dem Abitur 1957 studierte er Geologie an der Universität Erlangen und in Zürich mit der Promotion in Erlangen 1963 (Faziesverhältnisse und Lagerung des Weißen Jura auf Blatt Burgheim Nord (Südliche Frankenalb), veröffentlicht in Erlanger Geolog. Abhandlungen). Zu seinen Lehrern in Erlangen zählten Bruno von Freyberg und Florian Heller. 1964 bis 1967 war er Assistent von Karl Brunnacker an der Universität zu Köln, wo er sich mit Quartärgeologie (u. a. Höhlensedimente) und auch schon mit Luftbildauswertung befasste. Danach war er am Bayerischen Geologischen Landesamt, zuletzt als Regierungsdirektor. Er leitete die Abteilung geologische Karten und Luftbildauswertung, war Archivar und Bibliothekar. In verschiedenen Erläuterungen zu geologischen Karten von Bayern verfasste er Abschnitte zum Quartär und Luftbildern. 2000 wurde er pensioniert.
Er war langjähriger Autor der Jahresbände des Geowissenschaftlichen Schrifttums von Bayern und schrieb über die Geschichte der bayerischen geologischen Landesaufnahme.
Streit war Hobby-Imker, veröffentlichte zur Bienenzucht und sudetendeutschen Heimatkunde.

## Schriften
- mit Winfried Weinelt u. a.: Erläuterungen zur Geologischen Karte von Bayern 1:25.000, Blatt Nr. 6020 Aschaffenburg (München 1971), 133, 1–398
- mit Winfried Weinelt und Martin Okrusch: Erläuterungen zur Geologischen Karte von Bayern 1: 25 000. Blatt 5920 Alzenau i. Ufr. 1967